# Manuela Malsiner
Manuela Malsiner est une sauteuse à ski italienne, née le 15 décembre 1997 à Vipiteno.

## Biographie
Elle passe son enfance à Ortisei et commence le saut à ski au club de Gardena sous les ordres de Romed Moroder.
Elle est active au niveau international depuis la saison 2011-2012. Après des débuts en Coupe du monde en janvier 2013, elle participe aux Championnats du monde 2013 à Val di Fiemme en Italie, où elle est 29e.
Le 20 janvier 2017, elle est deuxième du concours individuel de Zao, synonyme de premier podium individuel. Elle est ensuite sacrée championne du monde junior au site olympique de Salt Lake City. Lors des Championnats du monde de Lahti, elle prend la quinzième place en individuel.
Aux Jeux olympiques d'hiver de 2018, elle s'installe au 18e rang.
Sa sœur cadette Lara est aussi une sauteuse à ski de niveau international.

## Palmarès

### Jeux olympiques
| Épreuve / Édition | Pyeongchang 2018 |
| Petit tremplin    | 18e              |

### Championnats du monde
| Épreuve / Édition | Val di Fiemme 2013 | Lahti 2017 |
| Individuel        | 29e                | 15e        |
| Par équipes       |                    | 7e         |

### Coupe du monde
- Meilleur classement général : 15e en 2017.
- 1 podium : 1 deuxième place.

#### Classements généraux annuels
| Année | Rang |
| 2013  | 51e  |
| 2014  | 36e  |
| 2016  | 40e  |
| 2017  | 15e  |
| 2018  | 21e  |

### Championnats du monde junior
- Soldier Hollow 2017 :
  -  Médaille d'or en individuel.